# 浄土寺 (岡山市)
浄土寺（じょうどじ）は、岡山県岡山市中区湯迫にある天台宗の寺院。山号は湯迫山（ゆばさん）。

## 概要
岡山県指定史跡。孝謙天皇の勅願で報恩大師の創建と伝わる備前四十八ヵ寺の一つで鎌倉時代に東大寺を再建した重源ゆかりの寺として知られる。寺域内には重源が建設した湯治施設である備前大湯屋址が残る。表門付近には推定樹齢200年の延寿の椿がある。

## 伽藍
- 本堂
- 鐘楼
- 庫裡
  - 現在の諸堂は江戸時代以降の再建。

## 文化財
岡山市文化財目録による。

### 県指定文化財
- 浄土寺（史跡、昭和34年（1959年）3月27日指定）

### 市指定文化財
- 本堂　付棟札7枚、厨子1基[2]（建造物、令和2年（2020年）2月25日指定） - 宝永元年（1704年）建立。入母屋平入

### 寺宝
- 山号額　池田治政筆
- 北条時頼筆　一幅
- 北条時頼所持長刀